# علم الأحياء الضوئية
علم الأحياء الضوئية (باللاتينية: Photobiology) هو الدراسة العلمية لتفاعلات الضوء (من الناحية التقنية، إشعاع غير مؤين) والمتعضيات الحية، ويشمل مجال دراسته التمثيل الضوئي ، تخلق ضوئي، جهاز الرؤية، ايقاعات الساعة البيولوجية، ضيائية حيوية وآثار الأشعة فوق البنفسجية. والتقسيم بين الإشعاع المؤين والإشعاع الغير مؤين أن يكون 10 فولت التي هي الطاقة اللازمة لتأيين ذرة الأكسجين.